# Tomás Garrido Canabal (Huimanguillo)
Tomás Garrido Canabal es una localidad del municipio de Huimanguillo ubicado en la subregión de la Chontalpa del estado mexicano de Tabasco.

## Geografía
La localidad de Tomás Garrido Canabal se sitúa en las coordenadas geográficas 17°36′14″N 93°25′25″O / 17.603889, -93.423611, a una elevación de 37 metros sobre el nivel del mar.

## Demografía
Según el Conteo de Población y Vivienda 2020, efectuado por el Instituto Nacional de Estadística y Geografía, la localidad de Tomás Garrido Canabal tiene 78 habitantes, de los cuales 41 son del sexo masculino y 37 del sexo femenino. Su tasa de fecundidad es de 2.64 hijos por mujer y tiene 23 viviendas particulares habitadas.
| Gráfica de evolución demográfica de Tomás Garrido Canabal entre 1995 y 2020 |
|                                                                             |
| INEGI.                                                                      |